# HMAS Adelaide (FFG 01)
HMAS Adelaide (FFG 01) був головним кораблем класу керованих ракетних фрегатів типу «Аделаїда», побудованих для Королівських ВМС Австралії, на основі  конструкції фрегатів типу «Олівер Газард Перрі» ВМС США. Він був побудований в Сполучених Штатах і введений в експлуатацію ВМС Австралії в 1980 році.

## Служба
Під час своєї служби «Аделаїда» була частиною військових контингентів Австралії, які надсилалися як реакція на  державний переворот на Фіджі 1987 року, вторгнення Іраку в Кувейт, індонезійські заворушення у травні 1998 року, формування миротворчої групи INTERFET (Міжнародні сили Східного Тимору), війну в Афганістані та вторгнення під проводом Сполучених Штатів  в Ірак. У 1997 році фрегат врятував двох учасників навколосвітніх яхтових перегонів Vendée Globe у 1996–1997 роках. У 2001 році катер, який перевозив нелегальних іммігрантів, був перехоплений «Аделаїдою». Події цього перехоплення стали центром політичного скандалу «Діти за бортом», коли державні посадовці хибно звинувачували мігрантів у тому, що вони погрожували викинути за борт власних дітей.

### Доля після виводу зі складу флоту
У 2008 році «Аделаїда» був другим кораблем цього класу, який було виведено з експлуатації, щоб компенсувати витрати на модернізацію інших чотирьох фрегатів. Цей корабель мали затопити біля пляжу Авока, Новий Південний Уельс, якштучний риф 27 березня 2010 року, доки апеляція протестуючих груп до Адміністративного апеляційного трибуналу не призвела до відкладення затоплення до завершення додаткових робіт з очищення корабля. Незважаючи на подальші спроби відкласти або скасувати затоплення, «Аделаїда» був потоплений поблизу Авоки 13 квітня 2011 року.